# Головування в Раді Європейського Союзу
Головування в Раді Європейського Союзу (англ. Presidency of the Council of the European Union) — головування однієї з країн-учасниць Європейського Союзу у його законодавчому органі, Раді Європейського Союзу.
Посаду голови Ради Європейського Союзу держави-члени обіймають по черзі впродовж шести місяців. Іншими словами, країни, одна за одною, беруть на себе клопіт організації роботи Ради, контроль за виконанням її завдань, сприяння ухваленню політичних та правових рішень та посередницьку функцію між державами-членами. Головою Ради Європейського Союзу є міністр закордонних справ країни-голови; він головує на засіданнях Ради зі загальних та інших питань. Інші конфігурації Ради очолюють профільні міністри уряду країни-голови (наприклад, Раду зі сільського господарства — міністр сільського господарства тощо). На засіданнях Ради Європейського Союзу головує прем'єр-міністр країни-голови.
Система шестимісячної ротації вже давно викликала нарікання, зокрема, через свою короткотерміновість; після того ж, як останнє розширення збільшило кількість країн ЄС до 28, реформа інституту головування Ради стала нагальною. Європейська конституція передбачає постійну посаду голови Європейської ради та посаду Високого представника Європейського Союзу з питань закордонних справ і політики безпеки, який очолює Раду зі закордонних справ. Головування в інших конфігураціях Ради здійснює команда з трьох держав-членів.

## Список ротації
Розклад головування в Раді до 2030 року включно.
| Період | Період         | Трійка | Голова            | Посилання                                                          |
| ------ | -------------- | ------ | ----------------- | ------------------------------------------------------------------ |
| 1958   | січень-червень | нема   | Бельгія           | нема                                                               |
| 1958   | липень-грудень | нема   | Західна Німеччина | нема                                                               |
| 1959   | січень-червень | нема   | Франція           | нема                                                               |
| 1959   | липень-грудень | нема   | Італія            | нема                                                               |
| 1960   | січень-червень | нема   | Люксембург        | нема                                                               |
| 1960   | липень-грудень | нема   | Нідерланди        | нема                                                               |
| 1961   | січень-червень | нема   | Бельгія           | нема                                                               |
| 1961   | липень-грудень | нема   | Західна Німеччина | нема                                                               |
| 1962   | січень-червень | нема   | Франція           | нема                                                               |
| 1962   | липень-грудень | нема   | Італія            | нема                                                               |
| 1963   | січень-червень | нема   | Люксембург        | нема                                                               |
| 1963   | липень-грудень | нема   | Нідерланди        | нема                                                               |
| 1964   | січень-червень | нема   | Бельгія           | нема                                                               |
| 1964   | липень-грудень | нема   | Західна Німеччина | нема                                                               |
| 1965   | січень-червень | нема   | Франція           | нема                                                               |
| 1965   | липень-грудень | нема   | Італія            | нема                                                               |
| 1966   | січень-червень | нема   | Люксембург        | нема                                                               |
| 1966   | липень-грудень | нема   | Нідерланди        | нема                                                               |
| 1967   | січень-червень | нема   | Бельгія           | нема                                                               |
| 1967   | липень-грудень | нема   | Західна Німеччина | нема                                                               |
| 1968   | січень-червень | нема   | Франція           | нема                                                               |
| 1968   | липень-грудень | нема   | Італія            | нема                                                               |
| 1969   | січень-червень | нема   | Люксембург        | нема                                                               |
| 1969   | липень-грудень | нема   | Нідерланди        | нема                                                               |
| 1970   | січень-червень | нема   | Бельгія           | нема                                                               |
| 1970   | липень-грудень | нема   | Західна Німеччина | нема                                                               |
| 1971   | січень-червень | нема   | Франція           | нема                                                               |
| 1971   | липень-грудень | нема   | Італія            | нема                                                               |
| 1972   | січень-червень | нема   | Люксембург        | нема                                                               |
| 1972   | липень-грудень | нема   | Нідерланди        | нема                                                               |
| 1973   | січень-червень | нема   | Бельгія           | нема                                                               |
| 1973   | липень-грудень | нема   | Данія             | нема                                                               |
| 1974   | січень-червень | нема   | Західна Німеччина | нема                                                               |
| 1974   | липень-грудень | нема   | Франція           | нема                                                               |
| 1975   | січень-червень | нема   | Ірландія          | нема                                                               |
| 1975   | липень-грудень | нема   | Італія            | нема                                                               |
| 1976   | січень-червень | нема   | Люксембург        | нема                                                               |
| 1976   | липень-грудень | нема   | Нідерланди        | нема                                                               |
| 1977   | січень-червень | нема   | Велика Британія   | нема                                                               |
| 1977   | липень-грудень | нема   | Бельгія           | нема                                                               |
| 1978   | січень-червень | нема   | Данія             | нема                                                               |
| 1978   | липень-грудень | нема   | Західна Німеччина | нема                                                               |
| 1979   | січень-червень | нема   | Франція           | нема                                                               |
| 1979   | липень-грудень | нема   | Ірландія          | нема                                                               |
| 1980   | січень-червень | нема   | Італія            | нема                                                               |
| 1980   | липень-грудень | нема   | Люксембург        | нема                                                               |
| 1981   | січень-червень | нема   | Нідерланди        | нема                                                               |
| 1981   | липень-грудень | нема   | Велика Британія   | нема                                                               |
| 1982   | січень-червень | нема   | Бельгія           | нема                                                               |
| 1982   | липень-грудень | нема   | Данія             | нема                                                               |
| 1983   | січень-червень | нема   | Західна Німеччина | нема                                                               |
| 1983   | липень-грудень | нема   | Греція            | нема                                                               |
| 1984   | січень-червень | нема   | Франція           | нема                                                               |
| 1984   | липень-грудень | нема   | Ірландія          | нема                                                               |
| 1985   | січень-червень | нема   | Італія            | нема                                                               |
| 1985   | липень-грудень | нема   | Люксембург        | нема                                                               |
| 1986   | січень-червень | нема   | Нідерланди        | нема                                                               |
| 1986   | липень-грудень | нема   | Велика Британія   | нема                                                               |
| 1987   | січень-червень | нема   | Бельгія           | нема                                                               |
| 1987   | липень-грудень | нема   | Данія             | нема                                                               |
| 1988   | січень-червень | нема   | Західна Німеччина | нема                                                               |
| 1988   | липень-грудень | нема   | Греція            | нема                                                               |
| 1989   | січень-червень | нема   | Іспанія           | нема                                                               |
| 1989   | липень-грудень | нема   | Франція           | нема                                                               |
| 1990   | січень-червень | нема   | Ірландія          | нема                                                               |
| 1990   | липень-грудень | нема   | Італія            | нема                                                               |
| 1991   | січень-червень | нема   | Люксембург        | нема                                                               |
| 1991   | липень-грудень | нема   | Нідерланди        | нема                                                               |
| 1992   | січень-червень | нема   | Португалія        | нема                                                               |
| 1992   | липень-грудень | нема   | Велика Британія   | нема                                                               |
| 1993   | січень-червень | нема   | Данія             | нема                                                               |
| 1993   | липень-грудень | нема   | Бельгія           | нема                                                               |
| 1994   | січень-червень | нема   | Греція            | нема                                                               |
| 1994   | липень-грудень | нема   | Німеччина         | нема                                                               |
| 1995   | січень-червень | нема   | Франція           | нема                                                               |
| 1995   | липень-грудень | нема   | Іспанія           | нема                                                               |
| 1996   | січень-червень | нема   | Італія            | нема                                                               |
| 1996   | липень-грудень | нема   | Ірландія          | нема                                                               |
| 1997   | січень-червень | нема   | Нідерланди        | нема                                                               |
| 1997   | липень-грудень | нема   | Люксембург        | нема                                                               |
| 1998   | січень-червень | нема   | Велика Британія   | presid.fco.gov.uk                                                  |
| 1998   | липень-грудень | нема   | Австрія           | presidency.gv.at                                                   |
| 1999   | січень-червень | нема   | Німеччина         | ?                                                                  |
| 1999   | липень-грудень | нема   | Фінляндія         | presidency.finland.fi                                              |
| 2000   | січень-червень | нема   | Португалія        | ?                                                                  |
| 2000   | липень-грудень | нема   | Франція           | ?                                                                  |
| 2001   | січень-червень | нема   | Швеція            | eu2001.se                                                          |
| 2001   | липень-грудень | нема   | Бельгія           | eu2001.be                                                          |
| 2002   | січень-червень | нема   | Іспанія           | ue2002.es [Архівовано 5 березня 2008 у Wayback Machine.]           |
| 2002   | липень-грудень | нема   | Данія             | eu2002.dk                                                          |
| 2003   | січень-червень | нема   | Греція            | eu2003.gr [Архівовано 9 листопада 2020 у Wayback Machine.]         |
| 2003   | липень-грудень | нема   | Італія            | eu2003.it                                                          |
| 2004   | січень-червень | нема   | Ірландія          | eu2004.ie                                                          |
| 2004   | липень-грудень | нема   | Нідерланди        | eu2004.nl [Архівовано 1 липня 2019 у Wayback Machine.]             |
| 2005   | січень-червень | нема   | Люксембург        | eu2005.lu [Архівовано 29 грудня 2004 у Wayback Machine.]           |
| 2005   | липень-грудень | нема   | Велика Британія   | eu2005.gov.uk                                                      |
| 2006   | січень-червень | нема   | Австрія           | eu2006.at [Архівовано 28 серпня 2020 у Wayback Machine.]           |
| 2006   | липень-грудень | нема   | Фінляндія         | eu2006.fi                                                          |
| 2007   | січень-червень | T1     | Німеччина         | eu2007.de [Архівовано 25 листопада 2011 у Wayback Machine.]        |
| 2007   | липень-грудень | T1     | Португалія        | eu2007.pt [Архівовано 5 липня 2007 у Wayback Machine.]             |
| 2008   | січень-червень | T1     | Словенія          | eu2008.si [Архівовано 18 лютого 2020 у Wayback Machine.]           |
| 2008   | липень-грудень | T2     | Франція           | ue2008.fr [Архівовано 8 листопада 2019 у Wayback Machine.]         |
| 2009   | січень-червень | T2     | Чехія             | eu2009.cz [Архівовано 21 вересня 2013 у Wayback Machine.]          |
| 2009   | липень-грудень | T2     | Швеція            | se2009.eu                                                          |
| 2010   | січень–червень | T3     | Іспанія           | eu2010.es eutrio.es [Архівовано 31 травня 2011 у Wayback Machine.] |
| 2010   | липень-грудень | T3     | Бельгія           | eutrio.be                                                          |
| 2011   | січень-червень | T3     | Угорщина          | eu2011.hu                                                          |
| 2011   | липень-грудень | T4     | Польща            | pl2011.eu [Архівовано 25 червня 2018 у Wayback Machine.]           |
| 2012   | січень-червень | T4     | Данія             | eu2012.dk                                                          |
| 2012   | липень-грудень | T4     | Кіпр              | cy2012.eu [Архівовано 21 листопада 2014 у Portugese Web Archive]   |
| 2013   | січень-червень | T5     | Ірландія          | eu2013.ie [Архівовано 10 січня 2017 у Wayback Machine.]            |
| 2013   | липень-грудень | T5     | Литва             | eu2013.lt                                                          |
| 2014   | січень-червень | T5     | Греція            | gr2014.eu                                                          |
| 2014   | липень-грудень | T6     | Італія            | italia2014.eu [Архівовано 23 червня 2014 у Wayback Machine.]       |
| 2015   | січень-червень | T6     | Латвія            | eu2015.lv [Архівовано 6 червня 2022 у Wayback Machine.]            |
| 2015   | липень-грудень | T6     | Люксембург        | eu2015lu.eu [Архівовано 18 червня 2015 у Wayback Machine.]         |
| 2016   | січень-червень | T7     | Нідерланди        | eu2016.nl                                                          |
| 2016   | липень-грудень | T7     | Словаччина        | eu2016.sk                                                          |
| 2017   | січень-червень | T7     | Мальта            | eu2017.mt [Архівовано 18 липня 2020 у Wayback Machine.]            |
| 2017   | липень-грудень | T8     | Естонія           | eu2017.ee [Архівовано 30 грудня 2018 у Wayback Machine.]           |
| 2018   | січень-червень | T8     | Болгарія          | eu2018bg.bg [Архівовано 19 січня 2017 у Wayback Machine.]          |
| 2018   | липень-грудень | T8     | Австрія           | eu2018.at [Архівовано 14 березня 2021 у Wayback Machine.]          |
| 2019   | січень-червень | T9     | Румунія           | romania2019.eu [Архівовано 9 березня 2021 у Wayback Machine.]      |
| 2019   | липень-грудень | T9     | Фінляндія         | eu2019.fi [Архівовано 18 липня 2020 у Wayback Machine.]            |
| 2020   | січень-червень | T9     | Хорватія          | eu2020.hr [Архівовано 29 березня 2021 у Wayback Machine.]          |
| 2020   | липень-грудень | T10    | Німеччина         | eu2020.de [Архівовано 20 січня 2022 у Wayback Machine.]            |
| 2021   | січень-червень | T10    | Португалія        | 2021portugal.eu [Архівовано 3 січня 2022 у Wayback Machine.]       |
| 2021   | липень-грудень | T10    | Словенія          | si2021.eu [Архівовано 2 січня 2022 у Wayback Machine.]             |
| 2022   | січень-червень | T11    | Франція           | europe2022.fr [Архівовано 3 січня 2022 у Wayback Machine.]         |
| 2022   | липень-грудень | T11    | Чехія             | eu2022.cz [Архівовано 11 січня 2021 у Wayback Machine.]            |
| 2023   | січень-червень | T11    | Швеція            | sweden2023.eu [Архівовано 1 січня 2023 у Wayback Machine.]         |
| 2023   | липень-грудень | T12    | Іспанія           | eu2023.es [Архівовано 1 липня 2023 у Wayback Machine.]             |
| 2024   | січень-червень | T12    | Бельгія           | belgium24.eu                                                       |
| 2024   | липень-грудень | T12    | Угорщина          | hu24eu.hu                                                          |
| 2025   | січень-червень | T13    | Польща            | poland2025.eu                                                      |
| 2025   | липень-грудень | T13    | Данія             |                                                                    |
| 2026   | січень-червень | T13    | Кіпр              |                                                                    |
| 2026   | липень-грудень | T14    | Ірландія          |                                                                    |
| 2027   | січень-червень | T14    | Литва             |                                                                    |
| 2027   | липень-грудень | T14    | Греція            |                                                                    |
| 2028   | січень-червень | T15    | Італія            |                                                                    |
| 2028   | липень-грудень | T15    | Латвія            |                                                                    |
| 2029   | січень-червень | T15    | Люксембург        |                                                                    |
| 2029   | липень-грудень | T16    | Нідерланди        |                                                                    |
| 2030   | січень-червень | T16    | Словаччина        |                                                                    |
| 2030   | липень-грудень | T16    | Мальта            |                                                                    |